# 纽波特 (新罕布什尔州)
纽波特（Newport）位于美国新罕布什尔州西部，是沙利文县的县治所在，面积113.1平方公里。根据2000年美国人口普查，共有6,269人，其中白人占98.01%。